# Śnieżna baśń
Śnieżna baśń (ros. Снежная сказка) – radziecka baśń filmowa z 1959 roku w reżyserii Eldara Szengiełai i Aleksieja Sacharowa.
Opowieść o małym fantaście Miti i nikczemnym Starym Roku, który porwał zegar, by zatrzymać czas.

## Obsada
- Igor Jerszow jako Mitia (głos Margarita Korabielnikowa)
- Ałła Kożokina jako Lola (głos Margarita Korabielnikowa)
- Jewgienij Leonow jako Stary Rok